# Orchestina chaparrita
Espèce
Orchestina chaparrita est une espèce d'araignées aranéomorphes de la famille des Oonopidae.

## Distribution
Cette espèce est endémique du Veracruz au Mexique,. Elle se rencontre vers Coatzacoalcos.

## Description
Le mâle holotype mesure 0,94 mm et la femelle paratype 1,37 mm.

## Publication originale
- Izquierdo & Ramírez, 2017 : Taxonomic revision of the jumping goblin spiders of the genus Orchestina Simon, 1882, in the Americas (Araneae: Oonopidae). Bulletin of the American Museum of Natural History, no 410, p. 1-362 (texte intégral).